# 英文虎報
英文虎報（英語：The Standard、ザ・スタンダード）は、香港において星島新聞グループから刊行されている英字新聞である。

## 概要
1949年に胡文虎によって創立された。発行部数は5万部ほどで、当時３誌あった香港地元英字紙の2位を占めていた。2005年、社長胡仙（胡文虎の養女）は中国人民政治協商会議メンバー何柱国に星島グループを売った。2007年から、英文虎報は無料新聞になり、月曜日から金曜日まで（公休を除く）の朝に主に香港MTR各駅の周辺やサークルKコンビニで配布している。